# Gunhard
Gunhard (Gunhardus) est un évêque d'Évreux du milieu du Xe siècle.

## Biographie
Gunhard est un évêque d'Évreux attesté du milieu du Xe siècle. 
Il serait présent dans l'entourage de l'archevêque de Tours. Il souscrit deux actes de Rainfroy, évêque de Chartres en faveur de Saint-Père de Chartres.
Selon Lucien Musset, l'évêché d'Évreux n'est pas encore rétabli en 950 et a probablement évacué son siège sans qu'on sache où il s'est établi. P.Bauduin penche pour un rétablissement précoce du siège d'Évreux.